# (90481) Wollstonecraft
(90481) Wollstonecraft (2004 DA) – planetoida z grupy pasa głównego asteroid okrążająca Słońce w ciągu 4,67 lat w średniej odległości 2,79 j.a. Odkryta 16 lutego 2004 roku.